# The Chronological Classics: Benny Carter and His Orchestra 1937-1939
| Recensione | Giudizio |
| ---------- | -------- |
| AllMusic   |          |

The Chronological Classics: Benny Carter and His Orchestra 1937-1939 è una Compilation del bandleader, sassofonista, trombettista e arrangiatore jazz statunitense Benny Carter, pubblicato dall'etichetta discografica francese Classics Records nel 1990.

## Tracce

### CD
1. Gin and Give – 2:54 (Benny Carter) – Registrato tra l'11 e il 16 gennaio 1937 a Londra
2. Nagasaki – 2:54 (Mort Dixon, Harry Warren) – Registrato tra l'11 e il 16 gennaio 1937 a Londra
3. There's a Small Hotel (Versione cantata) – 3:02 (Lorenz Hart, Richard Rodgers) – Registrato tra l'11 e il 16 gennaio 1937 a Londra
4. There's a Small Hotel (Versione strumentale) – 3:00 (Lorenz Hart, Richard Rodgers) – Registrato tra l'11 e il 16 gennaio 1937 a Londra
5. I'm in the Mood for Swing – 2:31 (Benny Carter) – Registrato tra l'11 e il 16 gennaio 1937 a Londra
6. Rambling in C – 3:14 (Benny Carter) – Registrato tra l'11 e il 16 gennaio 1937 a Londra
7. Black Bottom – 3:00 (Buddy DeSylva, Lew Brown, Ray Henderson) – Registrato il 24 marzo 1937 a Laren
8. Rambler's Rhythm – 2:30 (Saskia Kwast) – Registrato il 24 marzo 1937 a Laren
9. New Street Swing – 2:30 (Jack Bulterman) – Registrato il 24 marzo 1937 a Laren
10. I'll Never Give In – 2:40 (Freddy Johnson) – Registrato il 24 marzo 1937 a Laren
11. Skip It – 2:55 (Benny Carter) – Registrato il 17 agosto 1937 a The Hague
12. Lazy Afternoon – 3:00 (Benny Carter) – Registrato il 17 agosto 1937 a The Hague
13. I Ain't Got Nobody – 3:05 (Roger A. Graham, Spencer Williams) – Registrato il 17 agosto 1937 a The Hague
14. Blues in My Heart – 2:30 (Benny Carter) – Registrato il 17 agosto 1937 a The Hague
15. Somebody Loves Me – 2:45 (Buddy DeSylva, Ballard MacDonald, George Gershwin) – Registrato il 18 agosto 1937 a The Hague
16. Mighty Like the Blues – 3:05 (Leonard Feather) – Registrato il 18 agosto 1937 a The Hague
17. Pardon Me, Pretty Baby – 2:55 (Raymond Klages, Jack Meskill, Vincent Rose) – Registrato il 18 agosto 1937 a The Hague
18. My Buddy – 2:45 (Walter Donaldson) – Registrato il 18 agosto 1937 a The Hague
19. I'm Coming, Virginia – 3:00 (Will Marion Cook, Donald Heywood) – Registrato il 7 marzo 1938 a Parigi
20. Farewell Blues – 3:12 (Paul Mares, Elmer Schoebel) – Registrato il 7 marzo 1938 a Parigi
21. Blue Light Blues – 3:03 (Duke Ellington) – Registrato il 7 marzo 1938 a Parigi
22. Plymouth Rock – 2:48 (Phil Lang) – Registrato il 29 giugno 1939 a New York
23. Savoy Stampede – 2:54 (Benny Carter) – Registrato il 29 giugno 1939 a New York
24. Melancholy Lullaby – 2:55 (Benny Carter) – Registrato il 29 giugno 1939 a New York

## Musicisti
Benny Carter and His Orchestra
Benny Carter (tp, as, dir, arr), Leslie Thompson, Tommy McQuater (tp), Lew Davis, Bill Mulraney (tb), Freddy Gardner. Andy McDevit (cl, as), George Evans, Buddy Featherstonhaugh (ts), Albert Harris (g), Wally Morris (b), Al Craig (dr). 
Registrati tra l'11 e il 16 gennaio 1937 a Londra
1. Gin and Give – 2:54 (Benny Carter)
2. Nagasaki – 2:54 (Mort Dixon, Harry Warren)
3. There's a Small Hotel (Versione cantata) – 3:02 (Lorenz Hart, Richard Rodgers)
4. There's a Small Hotel (Versione strumentale) – 3:00I'm in the Mood for Swing – 2:31 (Benny Carter) Rambling in C – 3:1

Benny Carter (as), Eddie Macauley (p), Albert Harris (g).
Black Bottom / Rambler's Rhythm / New Street Swing / I'll Never Give In

Benny Carter and The Ramblers
- Benny Carter – tromba, clarinetto, sassofono alto, sassofono tenore
- Theo Uden Masman – direttore orchestra
- George van Helvoirt – tromba
- Jack Bulterman – tromba
- Marcel Thielemans – trombone
- Wim Poppink – clarinetto, sassofono alto
- Andre van der Ouderaa – clarinetto, sassofono alto
- Sal Doof – sassofono tenore
- Nich de Roy – piano
- Jack Pet – contrabbasso
- Kees Kranenburg – batteria

Skip It / Lazy Afternoon / I Ain't Got Nobody / Blues in My Heart

Benny Carter and His Orchestra
- Benny Carter – tromba, clarinetto, sassofono alto, direttore orchestra
- Sam Dasberg – tromba
- Rolf Goldstein – tromba
- George Chisholm – trombone
- Harry van Oven – trombone
- Louis Stephenson – sassofono alto
- Bertie King – sassofono tenore
- Jimmy Williams – sassofono tenore
- Freddy Johnson – piano
- Ray Webb – chitarra
- Len Harrison – contrabbasso
- Robert Montmarche – batteria

Somebody Loves Me / Mighty Like the Blues / Pardon Me, Pretty Baby / My Buddy

Benny Carter and His Orchestra
- Benny Carter – tromba, clarinetto, sassofono alto, direttore orchestra
- George Chisholm – trombone
- Jimmy Williams – clarinetto, sassofono alto
- Coleman Hawkins – sassofono tenore
- Freddy Johnson – piano
- Ray Webb – chitarra
- Len Harrison – contrabbasso
- Robert Montmarche – batteria

Skip It / Lazy Afternoon / I Ain't Got Nobody / Blues in My Heart

Benny Carter and His Orchestra
- Benny Carter – tromba, clarinetto, sassofono alto, direttore orchestra
- Sam Dasberg – tromba
- Cliff Woodridge – tromba
- Rolf Goldstein – tromba
- George Chisholm – trombone
- Harry Van Oven – trombone
- Louis Stephenson – sassofono alto
- Bertie King – sassofono tenore
- Jimmy Williams – sassofono tenore
- Freddy Johnson – piano
- Ray Webb – chitarra
- Len Harrison – contrabbasso
- Robert Montmarche – batteria

Somebody Loves Me / Mighty Like the Blues / Pardon Me, Pretty Baby / My Buddy

Benny Carter and His Orchestra
- Benny Carter – tromba, clarinetto, sassofono alto, direttore orchestra
- George Chisholm – trombone
- Jimmy Williams – clarinetto, sassofono alto
- Coleman Hawkins – sassofono tenore
- Freddy Johnson – piano
- Ray Webb – chitarra
- Len Harrison – contrabbasso
- Robert Montmarche – batteria

I'm Coming, Virginia / Farewell Blues / Blue Light Blues

Benny Carter and His Orchestra
- Benny Carter – sassofono alto
- Benny Carter – tromba (brano: Blue Light Blues)
- Fletcher Allen – sassofono alto
- Bertie King – clarinetto (brano: Blue Light Blues)
- Bertie King – sassofono tenore
- Alix Combelle – sassofono tenore
- Yorke de Souza – piano
- Django Reinhardt – chitarra
- Len Harrison – contrabbasso
- Robert Montmarche – batteria

Plymouth Rock / Savoy Stampede / Melancholy Lullaby

Benny Carter and His Orchestra
- Benny Carter – sassofono alto, direttore orchestra
- Joe Thomas – tromba
- Lincoln Mills – tromba
- George Woodlen – tromba
- Jimmy Archey – trombone
- Vic Dickenson – trombone
- Tyree Glenn – trombone, vibrafono
- James Powell – sassofono alto
- Carl Frye – sassofono alto
- Ernie Powell – sassofono tenore
- Castor McCord – sassofono tenore
- Eddie Heywood Jr. – piano
- Ulysses Livingston – chitarra
- Hayes Alvis – contrabbasso
- Henry Morrison – batteria[1]